# Gare de Shin-Maebashi
La gare de Shin-Maebashi (新前橋駅, Shin-Maebashi-eki) est une gare ferroviaire de la ville de Maebashi, dans la préfecture de Gunma au Japon. La gare est exploitée par la compagnie JR East.

## Situation ferroviaire
La gare est située au point kilométrique (PK) 7,3 de la ligne Jōetsu. Elle marque la fin de la ligne Ryōmō.

## Histoire
La gare de Shin-Maebashi a été inaugurée le 1er juillet 1921.

## Service des voyageurs

### Accueil
La gare dispose d'un bâtiment voyageurs, avec guichets, ouvert tous les jours.

### Desserte
- Ligne Jōetsu :
  - voies 1 et 2 : direction Takasaki (interconnexion avec la ligne Takasaki pour Ōmiya, Tokyo et Yokohama, et la ligne Shōnan-Shinjuku pour Shinjuku et Yokohama)
  - voie 4 : direction Shibukawa (interconnexion avec la ligne Agatsuma pour Ōmae) et Minakami
- Ligne Ryōmō :
  - voie 3 : direction Maebashi et Oyama